# Fake (manga)
Fake (フェイク Feiku?) es una serie de manga de género yaoi escrita e ilustrada por Sanami Matō. Fue publicada por la editorial Biblos entre 1994 y 2000, habiéndose recopilado en siete volúmenes tankōbon. La serie también cuenta con dos secuelas lanzadas en 2007 y 2010, respectivamente. En 1998, la serie fue adaptada a un OVA dirigido por Iku Suzuki y producido por el estudio J.C.Staff.

## Argumento
Randy "Ryō" Maclean es un oficial de policía de ascendencia japonesa que es transferido al departamento del Distrito 27 de la ciudad de Nueva York. Allí es asignado como compañero de Dee Laytner, un joven policía con una actitud demasiado confiada y algo egocéntrica. Casi inmediatamente, Dee muestra un claro interés romántico hacia Ryō, pero este último no está seguro acerca de sus sentimientos por su compañero y rechaza los constantes avances de Dee. Esta situación se repetirá en numerosas ocasiones a la par que ambos intentan poner un nombre a su relación y resolver sus sentimientos, mientras lidian con sus trabajos como policías y sus vidas cotidianas. Los avances de Dee también se verán obstruidos por Bikky y Carol, dos niños huérfanos que fueron acogidos por Ryō y, posteriormente, por el mismo Dee.

## Personajes
Dee Laytner (ディー・レイトナー Dī Reitonā?)
Voz por: Tomokazu Seki
Un joven policía de personalidad extrovertida y bulliciosa. A pesar de aparentar ser alguien grosero e intrusivo, en realidad es dueño de una gran carisma y un estricto sentido del honor que no le permitirá aprovecharse de nadie; sin embargo, esta personalidad a menudo pueden parecer extraña para los demás. Afirma odiar a los niños, pero es ferozmente protector de Bikky y Carol, y también es muy querido por los niños del orfanato en el que creció. A pesar de su mal humor ocasional, se preocupa profundamente por las personas que lo rodean, principalmente de Ryō, de quien se enamoró casi inmediatamente. Dee se identifica como bisexual, y ha dicho haber salido con mujeres en el pasado y tener varios tipos de mujeres que le gustan, pero ha afirmado que Ryō es el único hombre al que alguna vez ha amado (sin embargo, también parece haber tenido experiencias sexuales con otros hombres antes de conocer a Ryō).
Randy Maclean (ランディ・リョウ・マクレーン Randi Makurīn?)
Voz por: Nobuo Tobita
Randy, cuyo nombre japonés es Ryō, es un oficial de policía medio japonés y compañero de Dee. Un hombre tímido y sensible, perdió a ambos padres a la edad de dieciocho años. Acogió a Bikky al comienzo de la historia y constantemente trata de mantenerlo alejado de los problemas. Debido a que inicialmente no está seguro acerca de sus sentimientos por Dee, siempre trata de detener los avances de este, aunque con poco efecto. Se siente incómodo por ser llamado constantemente por su nombre japonés, ya que esto implica un cierto grado de intimidad y es una persona muy reservada. Sin embargo, a medida que Dee le impone este nombre, otros comienzan a adoptarlo también y gradualmente se ve obligado a ser más abierto. Muy sugestionable, Ryō reflexiona con frecuencia sobre los consejos que le han dado otros y, a veces, cuestiona su propia opinión de sí mismo, lo que tiende a deprimirlo.
Bikky (ビッキー Bikkī?)
Voz por: Rika Matsumoto
Un niño birracial de aproximadamente diez años de edad, mitad afroamericano y mitad caucásico. Se caracteriza por su piel morena y cabello rubio. Tras el asesinato de su padre, es acogido por Ryō, a quien comienza a ver como una figura paterna. Creció en los barrios bajos y por ende tiende a meterse en problemas de todo tipo, una situación que Ryō siempre intenta corregir. Ama a Ryō pero detesta a Dee, especialmente por el hecho de que este siempre trata de seducir a Ryō y jura protegerlo de los avances de Dee, aplicando cualquier táctica que esté a su alcance para mantenerlos separados. Sin embargo, a medida que avanza la historia, el respeto de Bikky hacia Dee crece lentamente y aunque todavía no le agrada que esté con Ryō, decide dejar de intentar separarlos y se conforma con "amar y odiar" a Dee. Su apellido original es Goldman, pero en la segunda temporada de la serie se presenta a su personaje como Bikky Maclean, dando a entender que de hecho, si fue adoptado por Ryō de forma legal.
Carol (キャル Kyaru?)
Voz por: Wakana Yamazaki
Es una amiga de la infancia de Bikky, de doce años de edad (cumple trece en el transcurso de la historia). Su padre se encuentra hospitalizado en un hospital de la policía y su madre falleció, por lo que se encuentra sola con la excepción de una tía. Carol no es ajena al mundo del crimen y espera reunir el dinero suficiente para pagar la fianza de su padre, sin embargo, su carterismo la pone en una situación peligrosa. Dee y Ryō le hacen prometer que ya no robará, con Ryō pagando la fianza de su padre. Carol tiene una autoestima extremadamente alta y es poco probable que permita que alguien le pase por encima. A diferencia de Bikky, le agrada la idea de que Dee y Ryō sean pareja y siempre trata de ayudarlos, frenando a Bikky cuando este va demasiado lejos.
Jemmy J. Adams (ジェミー・J・アダムス Jemī J. Adamusu?)
Voz por: Tetsuya Iwanaga
Jemmy, apodado JJ, es un compañero de trabajo de Dee y Ryō. Asistió con Dee a la academia de policía y desde entonces ha estado obsesionado con este, acosándolo y esperando que este le devuelva su amor. JJ es un francotirador experto, siendo superado en dicha área solo por Ryō. Debido a que la mayor parte del tiempo actúa de forma infantil, sus colegas no lo toman muy en serio. Sin embargo, demuestra ser un muy buen oyente, a pesar del hecho de que, por lo general, no parece tomarse las cosas con seriedad. Más adelante en el manga, abandona su obsesión por Dee y acepta que Ryō salga con él. Pocos días después, le roba un beso a su compañero Drake Parker y le pide salir a una cita.
Berkeley Rose (バークレー・ローズ Bākurē Rōzu?)
Voz por: Masashi Ebara
Es el comisario del departamento de policía. Conoció a Ryō y Dee mientras ambos estaban de vacaciones en Inglaterra y más adelante pidió ser transferido al mismo departamento que estos. No se lleva bien con Dee y el sentimiento parece ser mutuo, aunque conforme avanza la historia se revela que gran parte de la hostilidad de Berkeley hacia Dee se debe a que está enamorado de Ryō y tiene celos de él. Dee se da cuenta de la atracción de Berkeley hacia Ryō y le ve como una amenaza, siempre intentado frustrar sus intentos de estar a solas con el muy despistado Ryō.
Diana Spacey (ダイアナ・スペーシー Daiana Supēshī?)
Una agente del FBI que disfruta meterse con Dee. Coqueta y experta en las artes marciales, utiliza su sexualidad a su ventaja y es capaz de defenderse en situaciones peligrosas. Sin embargo, a pesar de su personalidad descarada, tiene un lado más frágil y ha demostrada estar enamorada de Berkeley, quien a su vez la trata como a una hermana menor. Debido a esto, hace todo lo posible para recibir la atención de este.
Drake Parker (ドレイク・パーカー Doreiku Pākā?)
Es el compañero de JJ, un hombre que siempre es abandonado por sus novias. Perezoso y sin esperanzas de levantarse por las mañanas, Drake desea establecerse con alguien que se preocupe por él lo suficiente como para solucionar sus muchos problemas. En la historia "Like Like Love", JJ le confiesa que ha dejado de perseguir a Dee y después de que Drake lo consuela, JJ lo besa y le dice que deberían tener una cita para arreglar sus vidas amorosas.
Warren Smith (ウォーレン・スミス Uōren Sumisu?)
Es el jefe de policía del Distrito 27. Si bien la mayoría de los policías de Nueva York le muestran poco respeto, Ryō le tiene gran estima y lo ve como una figura paterna para los jóvenes bajo su mando, un hecho que los demás pueden o no reconocer también. A pesar de aparentar ser brusco y violento en la mayoría de los casos, en realidad es un hombre bondadoso y rara vez cede bajo presión, a menos que crea que el asunto es trivial.
Ted (テッド Teddo?)
Es otro de los detectives en la oficina de Ryō y Dee. No se sabe mucho sobre él, pero siempre se le ve junto a los demás.

## Media

### Manga
Escrito e ilustrado por Sanami Matō, Fake fue publicado por la editorial Biblos entre 1994 y 2000, finalizando con un total de siete volúmenes. Sin embargo, tras el quiebre de Biblos en 2006, los derechos del manga fueron entonces adquiridos por Mediation, quien volvió a publicar la serie en cinco volúmenes junto con una nueva historia adicional en la parte posterior de cada uno.  Fue licenciado para su publicación en Estados Unidos por Tokyopop, por Madman Entertainment en Australia y Nueva Zelanda, y por Norma Editorial en España. Una continuación spin-off titulada Like, like love solo fue publicada en Japón como parte de un libro de arte de Matō.
El 12 de mayo de 2007, el manga fue renovado para una secuela que fue publicada en la revista Hug de Asuka Shisha, también propiedad de Mediation. Fake 2 se compone de cinco volúmenes. En 2010, la serie fue nuevamente retomada por Matō para una tercera parte, la cual se publicó hasta 2011 y cuenta con tres volúmenes.

### OVA

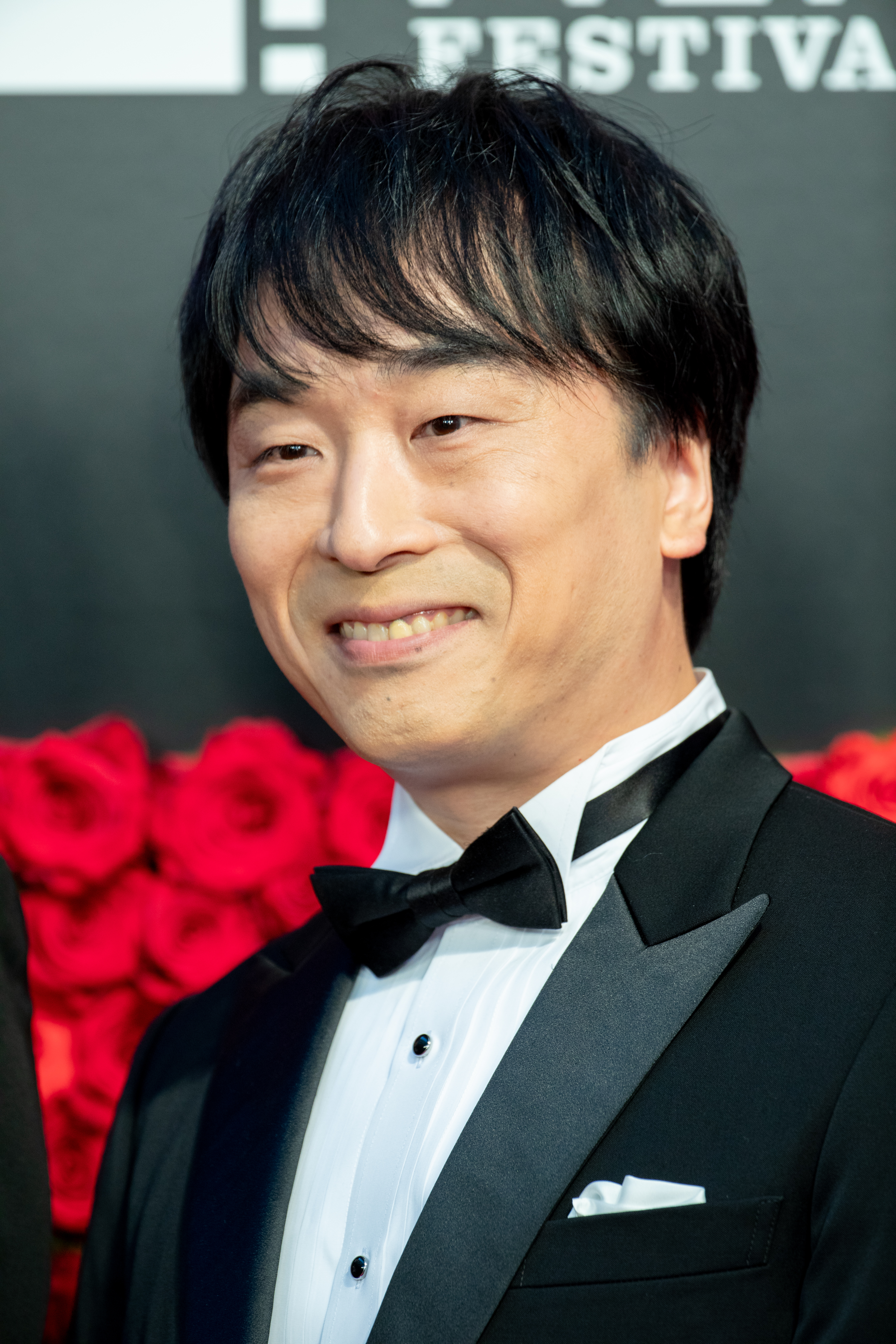
El seiyū Tomokazu Seki, quien da voz al personaje de Dee.

Una adaptación a OVA dirigida por Iku Suzuki, escrita por Akinori Endō y producida por el estudio de animación J.C.Staff fue lanzada en 1996. El OVA adapta el argumento del capítulo cinco del manga y cuenta con las voces de Tomokazu Seki, Nobuo Tobita, Rika Matsumoto y Wakana Yamazaki en los roles principales. El tema de apertura es Everybody! Shake It, Buddy! interpretado por el dúo KIX-S, mientras que el de cierre es Starlight Heaven interpretado por Matsumoto.
El OVA fue licenciado en Estados Unidos por Media Blasters y transmitido por el canal Logo en 2007. En Logo fue dividido en dos partes; la primera mitad fue estrenada el 9 de noviembre mientras que la segunda lo fue una semana después, el 16 de noviembre de 2007. También ha sido lanzado en VHS en Italia por Yamato Video, y por ACOG y OVA Films en Alemania.